# Institut national de l’eau (Bénin)
L'Institut national de l’eau (INE) est un organisme public de l'université d'Abomey Calavi qui assure une formation professionnalisée de perfectionnement, de recherche et d’appui au développement aux étudiants. Il a pour but de contribuer à trouver des solutions aux problèmes liés à l'eau et  à l'assainissement au Bénin.

## Histoire et objectif
L'institut national de l'eau à vu le jour par l'arrêté 2013 N° 532/ MECESRS/CAB/DC/SGM/CTJ/DGES/R-UAC/SA du 14 octobre 2013,du ministère béninois de l’enseignement supérieur et de la recherche scientifique dans le cadre du programme néerlandais Nuffic Niche pour le renforcement des capacités dans l'enseignement supérieur et a comme objectif principal de servir de centre de compétences pour le développement durable du secteur de l'eau et de l’assainissement.